# Croton ruizianus
Espèce
Croton ruizianus est une espèce de plantes à fleurs du genre Croton et de la famille des Euphorbiaceae, présente de l'Équateur jusqu'en Bolivie.
Il a pour synonymes :
- Croton ruizianus var. cordatus, Müll.Arg., 1865
- Croton ruizianus var. ovatus, Müll.Arg.
- Croton ruizianus var. podadenius, Müll.Arg., 1865
- Oxydectes ruiziana, (Müll.Arg.) Kuntze
- Oxydectes ruiziana var. caudata, Kuntze
- Oxydectes ruiziana var. obtusiuscula, Kuntze